# Copa Mascom Top 8
La Copa Mascom Top 8 es un torneo de Copa de Fútbol a nivel de clubes que se juega en Botsuana desde 2011.

## Historia
Fue creada en el año 2011 y participan los ocho mejores equipos de la Liga botswanesa de fútbol de la temporada anterior. Los equipos juegan las rondas de cuartos de final y semifinales a ida y vuelta, donde en caso de empate se basan en la regla del gol de visitante como primer criterio de desempate. En caso de continuar con el empate juegan tiempo extra y de continuar empatados van a los tiros desde el punto penal. La final se juega a un partido y desde la edición de 2013 el campeón clasifica a la Copa Confederación de la CAF desde que la Copa de Botsuana no jugaba desde ese año.

## Ediciones anteriores
- 2011/12: Township Rollers 3-1 ECCO City Green[4][5][6]
- 2012/13: Gaborone United 2-1 Botswana Defence Force[7][8][9]
- 2013/14: Botswana Defence Force XI 1-1 (aet; 5-4 pen.) Township Rollers[10]
- 2014/15: Gaborone United 2-1 Township Rollers[11]
- 2015/16: Orapa United 3-1 (aet) Township Rollers[12]
- 2016/17: Jwaneng Galaxy 4-3 (aet) Orapa United[13]
- 2017/18: Township Rollers 4-2 Orapa United[14]
- 2018/19: Gaborone United 0-2 Jwaneng Galaxy

## Títulos por equipo
| Club                    | Títulos | Primer Título | Último Título | Finalista | Última Final Perdida | Finales |
| ----------------------- | ------- | ------------- | ------------- | --------- | -------------------- | ------- |
| Township Rollers        | 2       | 2012          | 2018          | 3         | 2016                 | 5       |
| Gaborone United         | 2       | 2013          | 2015          | 1         | 2019                 | 3       |
| Jwaneng Galaxy          | 2       | 2017          | 2019          | –         | –                    | 2       |
| Orapa United            | 1       | 2016          | 2016          | 2         | 2018                 | 3       |
| BDF XI                  | 1       | 2014          | 2014          | 1         | 2013                 | 2       |
| Francistown City Greens | –       | –             | –             | 1         | 2012                 | 1       |

## Entrenadores Campeones
| Temporada | Campeón          | Entrenador       |
| --------- | ---------------- | ---------------- |
| 2011-12   | Township Rollers | Mike Sithole     |
| 2012-13   | Gaborone United  | David Bright     |
| 2013-14   | BDF XI           | Elijah Chikwanda |
| 2014-15   | Gaborone United  | Rahman Gumbo     |
| 2015-16   | Orapa United     | Madinda Ndlovu   |
| 2016-17   | Jwaneng Galaxy   | Mike Sithole     |
| 2017-18   | Township Rollers | Nikola Kavazovic |
| 2018-19   | Jwaneng Galaxy   | Miguel da Costa  |